# 夢かなえるまで!!
『夢かなえるまで!!』は、テレビ神奈川及びテレビ埼玉で放送されていたドキュメンタリー番組。テレビ神奈川にて毎週水曜日の25:00 - 25:30、テレビ埼玉にて毎週月曜日の27:00 - 27:30に放送。番組キャッチフレーズは「あなたの夢を応援します」。

## 概要
番組MCの桜塚やっくんと佐藤香織のスタジオトークを主に、様々な夢を追う人々の姿に密着した企画を展開する。
現役でOLと歌手活動の二足わらじでメジャーデビューを目指す女性シンガー・Chieの活動に密着したドキュメンタリーがメイン企画となっている。
番組冒頭のロゴや、エンドロール上では「夢かなえるまで!! -Chieの挑戦 18 LOVE DAYS DREAM PROJECT」 名義のクレジットとなっていることからも、あくまで番組の主人公はアーティストChieということが分かる。
それまでVTRのみでの出演だったChieだが、最終回となったvol.13で初のスタジオトークに参加。メジャーデビューまでの道のりをMCの二人と共に振り返った。また、この回で次週から音楽番組としてリニューアルされることが発表された。

## 出演者

### レギュラー
- 桜塚やっくん - メインMC
- 佐藤香織 - アシスタントMC
- Chie
- amanote - ナレーション

### ゲスト
- YANAGIMAN
- KEI
- しばあみ
- AI
- MOMO
- Chifuyu
- Warabi

## コーナー

### Chie 18 LOVE DAYS DREAM PROJECT
女性シンガー「Chie」が現役OLとの二足わらじを履きながらメジャーデビューするまでの軌跡を追う企画。番組が開始した当初は本人インタビューやプロモーション活動に密着したVTRが中心だったが、メジャーデビューが迫るに連れてライブの模様やChie自らロケに出て町の人々と触れ合うなどといった機会が増えた。

### 町の応援人
番組中で様々な町の古き良き商店街を紹介する企画。CMのような演出になっているが、番組内のコーナーである。

### 映画祭プロジェクト
スタジオトーク中の桜塚やっくんの発案により生まれた番組主催の学生映画祭企画。参加条件は現役の学生であること、「夢」をテーマとした映画であること、作品中のどこかに必ずChieを出演させること。番組内で参加校を募集し、グランプリを獲得した作品は番組の放送枠を使って地上波オンエアが約束される。桜美林大学、駒澤大学、東京工芸大学、早稲田大学の制作チームが選考を通過した。

### DREAM BOX
番組に寄せられた視聴者の「夢」を紹介し、それをもとにMCの二人がトークを広げるコーナー。

## スタッフ
- ディレクター：北川一知
- カメラ：御園涼平、渡辺翔太、今井博亮、宮入俊彰、廣坂華
- 音声：野原啓太、鈴木正太朗
- 照明：楢崎秀平
- 美術：鈴木音也、神尾龍彦、脇田図南
- メイク：後口早弥香[2]、JHUN TAKAYAMA
- アシスタントディレクター：杠駿平
- 編集：平本勇
- MA：辺見直義（Emiri）[3]
- アシスタント：園部宗徳
- アシスタントプロデューサー：道岡幸之朗
- プロデューサー：笠井出穂
- チーフプロデューサー：小泉陽嗣
- エグゼクティブプロデューサー：KEI
- 制作協力：株式会社カダディア、株式会社S-Collection
- 主催：株式会社M-Collection
- 制作：株式会社GALDirMedia
- 企画・著作：株式会社ardesign